# Jeff Gibbs
Jeffrey Gibbs, detto Jeff (Columbus, 4 agosto 1980), è un cestista statunitense.

## Carriera
Dal 2004 fino al 2010 ha giocato in Germania. Nel 2005-2006 con il Erdgas Ehingen, dove fa 24 presenze. Dopo gioca al Ratiopharm Ulm, dove ottiene nel 2006 la promozione nella BBL. Dopo 4 anni con 101 presenze fatte va al Eisbären Bremerhaven. Infine lascia la Germania dopo 6 anni e va a giocare in Giappone con il Toyota Alvark.

## Palmarès
- 2.Bundesliga (2006)
- 2.Bundesliga Forward of the Year (2006)